# Mikoyan MiG-35
El Mikoyan MiG-35 (en ruso: МиГ-35, designación OTAN: Fulcrum-F) extraoficialmente, también llamado Super Fulcrum, es un caza polivalente de 4°-5° generación, diseñado por la compañía rusa Mikoyan como un desarrollo de la tecnología del MiG-29M/M2 y MiG-29K/KUB. El primer prototipo fue la tercera modificación de la estructura existente del MiG-29M2 que previamente sirvió como demostración del modelo MiG-29M2. El MiG-35 es ahora clasificado como un avión de peso medio porque su peso máximo al despegue ha sido incrementado un 30 %, y excede el criterio de clasificación previo.  
El avión está siendo comercializado bajo la designación MiG-35 (monoplaza) y MiG-35D (biplaza) para exportación. MiG Corporation hizo la primera presentación internacional oficial del MiG-35 durante la exhibición de vuelo Aero India 2007.

## Desarrollo

### Orígenes
Para poder enfrentarse al sorprendente nuevo desarrollo tecnológico occidental, con aviones caza de superioridad aérea que ahora presentaban una función de caza polivalente, como son el McDonnell Douglas F-15 Eagle de la USAF, el nuevo caza F-22 "Raptor" de "quinta generación", el moderno Eurofighter Typhoon del consorcio europeo y el nuevo caza Rafale generación 4++ de Francia, era necesario modernizar al afamado caza de superioridad aérea MiG-29, diseñado como un caza de combate "Aire-aire" contra otros aviones caza, para llevarlo a una nueva generación de tecnología. 
Para esto era necesario construir un nuevo avión caza de primera línea de batalla: Perspektivnyy Frontovoy Istrebitel (Advanced Frontline Fighter) o PFI "Perspective Frontline Fighter" (traducido al español como "caza de desarrollo perspectivo de primera línea de batalla").
La primera plataforma disponible era la del afamado caza de peso medio MiG-29. Aprovechando su diseño básico, bimotor y doble deriva (timón vertical de cola) se podrían ahorrar años de investigación y desarrollo de un nuevo modelo experimental, evitando pruebas de vuelo y los posibles accidentes que involucran la construcción de un avión de diseño totalmente nuevo. Solo era necesario aumentar un poco su tamaño y peso para permitir la instalación de nuevos equipos electrónicos de navegación, nueva cabina de mando, controles de vuelo Digital por cable fly by wire más avanzados que el del anterior modelo o instalar un nuevo sensor IRST "Infrared Search and track" sobre el cono del Radar, como el del afamado caza pesado bimotor Su-27, para que pueda volar escoltando a este caza pesado en misiones de combate de largo alcance.
Desarrollado inicialmente para poder confrontarse al caza pesado de largo alcance McDonnell Douglas F-15 Eagle de Estados Unidos y superar al caza ligero monomotor Lockheed Martin F-16 Fighting Falcon, puede retar también con éxito al nuevo avión de "quinta generación" y alta maniobrabilidad F-22 "Raptor" y enfrentarlo en un combate aéreo cerrado, conocido por los pilotos de combate como pelea de perros dogfight del que no se conocerá su resultado final, por la mayor experiencia de los pilotos rusos en aviones de combate con "empuje vectorial", mayor cantidad de horas de vuelo y las nuevas maniobras, inventadas por la imaginación de estos pilotos de pruebas, que superaron las expectativas de sus diseñadores. 
La filosofía de combate aéreo de Rusia considera que el nuevo diseño del MiG-35 de "Alta maniobrabilidad" en manos de un experimentado piloto podría enfrentar al nuevo caza F-22 "Raptor" en un combate cercano dogfight debido a la mayor ventaja de sus pilotos en un combate aéreo cercano, el cual siempre dependerá de la agresividad del piloto, preparación, entrenamiento, horas de vuelo, concentración, condiciones naturales del ser humano y la capacidad de explotar las ventajas de su aeronave. Todo ello con solo una parte del costo de producción, costo operativo por hora y de mantenimiento del F-22.
El MiG-35 fue presentado con éxito en el show Aero-India en 2007, en donde realizó nuevas maniobras acrobáticas por sus experimentados pilotos de prueba que sorprendieron a sus diseñadores, al público y los medios de comunicación. Se demostró que el caza puede despegar en pistas cortas, girar rápidamente, elevarse y realizar la maniobra de la Cobra de Pugachev sin necesidad de alerones delanteros canards.

## Diseño
Es un nuevo caza polivalente de diseño multipropósito, puede atacar y defender, como un avión de ataque a tierra para realizar misiones de apoyo aéreo cercano, y también puede combatir contra otros aviones de caza, a gran velocidad y altitud. Tiene mejor rendimiento de vuelo a media y baja altitud, donde el aire es más denso, húmedo y pesado, equipo de seguimiento de terreno, capacidad de lanzar bombas guiadas por GPS, láser, bombas convencionales de caída libre y cohetes, para las misiones de ataque.
Diseñado inicialmente como un caza puro de peso medio, bimotor y doble timón vertical de cola, especialmente para alta velocidad y alta maniobrabilidad, con alas en flecha, ahora tiene nuevos controles para operar como un avión de ataque a tierra.

### Descripción

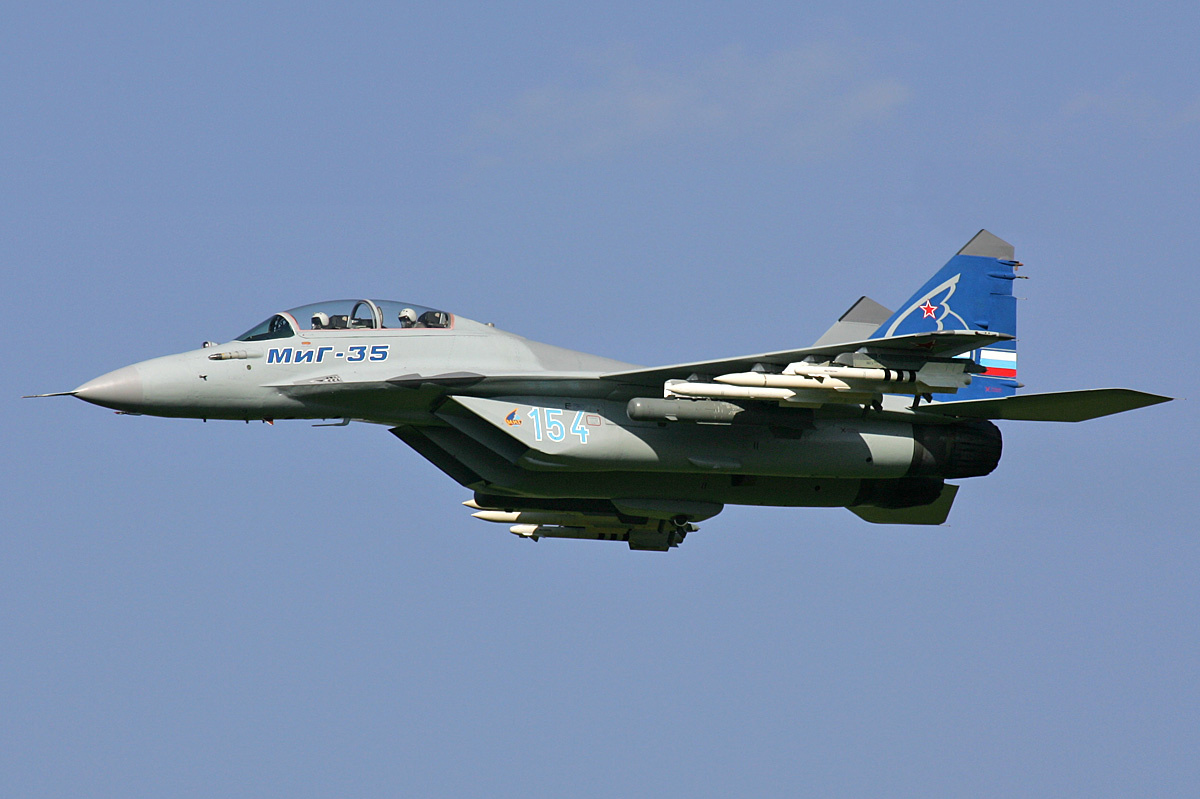
Un MiG-35D (biplaza) en 2007.

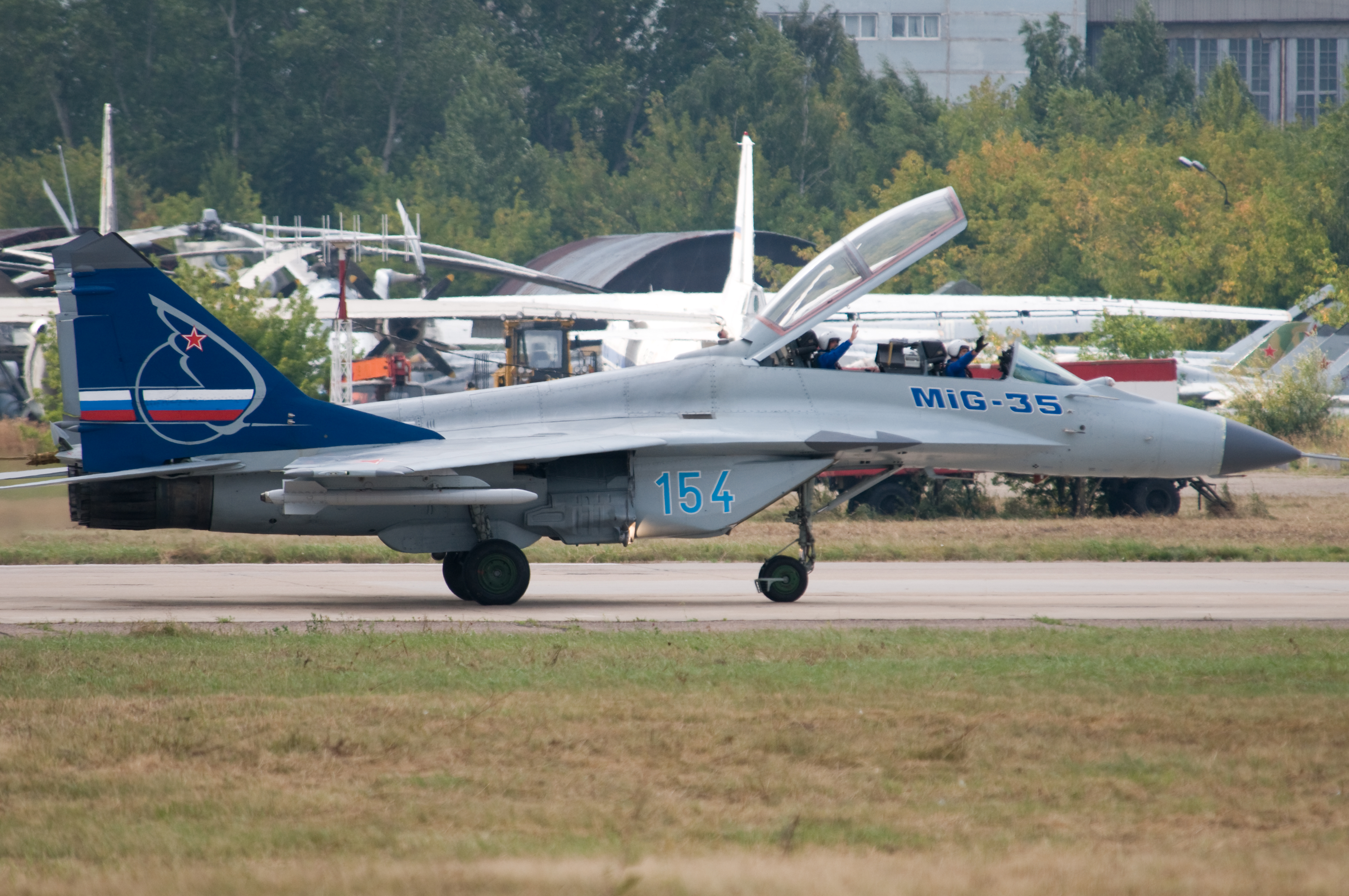
MIG-35 en el MAKS 2009

El Mikoyan MiG-35 es un avión de combate tipo caza polivalente de diseño multipropósito, bimotor y doble deriva (Timón vertical de profundidad), catalogado como un avión de combate Cuarta generación de cazas de reacción y generación 4++, de alta maniobrabilidad comparable al nuevo caza Rafale de Francia, puede realizar la maniobra aérea de combate de la Cobra de Pugachev y la Súper Cobra, por la mayor maniobrabilidad que ofrecen los motores con empuje vectorial. Este nuevo caza polivalente de diseño multipropósito MiG-35 para exportación, es el último desarrollo Up-grade del anterior avión caza MiG 29 y el más moderno caza polivalente MiG-29M, está basado en la estructura central (usa la célula del MiG-29M1) y también se le conoce como MiG-29OVT (MiG-29M2 y MiG-29MRCA) se refieren al desarrollo del modelo biplaza de entrenamiento y guía de ataque. 
El nuevo caza polivalente tiene tantos adelantos tecnológicos incorporados en su nuevo diseño, mejoras Up-grade y 30% mayor peso, que el diseño original del MiG-29, se lo considera como un avión totalmente nuevo de peso medio y hasta un caza pesado, es más potente, ágil, rápido y maniobrable, que el anterior caza de peso medio MiG-29, equipado para su venta con nuevos y potentes motores de empuje vectorial, tiene un alcance mejorado de más de 2100 km con tanques de combustible externos y capacidad de reabastecimiento en vuelo de combustible con una sonda tipo canasta y manguera flexible, instalada al costado izquierdo del radomo delantero, montada sobre un diseño aerodinámico integrado al fuselaje central que mejora su rendimiento de vuelo.
Además, tiene nuevas mejoras en la aviónica, en los sistemas de armas, sistemas HOTAS (Hands On Throttle And Stick, manos en la palanca de gases y control), vuelo controlado por cable fly-by-wire, una nueva palanca de mando tipo Joystick, amplio rango de capacidad de transportar nuevas armas Aire-aire y Aire-superficie, nuevo Radar Plano AESA de largo alcance, de diseño avanzado para combate fuera del rango visual del piloto contra múltiples blancos enemigos, nuevos sistemas de aviónica defensiva y ofensiva.
Cuenta además con una nueva cabina de mando, dotada de tres nuevas pantallas planas, las que brindan información completa al piloto y la Pantalla central con una pantalla de tipo "comandos de toque". La versión biplaza tendrá 4 Pantallas Planas para el Oficial de Sistemas de Armas, quien se sitúa sentado detrás del piloto. Lo más notable del nuevo avión, es que dispone también de un avanzado equipo óptico y electrónico de control digital de vuelo (Data-link) y navegación por satélite de Rusia GLONASS.
Su interconexión a la interfase electrónica GCI, similar al del nuevo caza de supremacía aérea y alta maniobrabilidad Su-35, le sirve a sus tripulantes para ayudarlos a controlar el avión y atacar múltiples blancos enemigos; pudiendo conducir operaciones de penetración profunda como un avión "guía de ataque", para toda el Ala de combate, conformada por otros tipos de aviones y bombarderos, en la versión biplaza de avión Radar guía de ataque tipo "Hawk-eye" de otros "Aviones-caza" y también, combatir en forma independiente, volando bajo en forma furtiva con cualquier tipo de clima, con sus radares activos apagados, sin ser detectado por los radares enemigos.
Tiene cuatro puntos de fijación externos bajo cada ala (pilones de carga de armas y equipo electrónico) y un pilón de carga bajo el fuselaje central, su autonomía puede incrementarse, con tres tanques de combustible externos, puede recibir reabastecimiento aéreo de combustible con una sonda retráctil, localizada en el lado izquierdo de la cabina de tipo canasta y manguera flexible, y reabastecer a otros aviones de combate, con un tanque de combustible externo bajo el fuselaje central equipado con la manguera flexible y la canasta, y dos tanques de combustible externo bajo cada ala, en forma similar al caza naval occidental Boeing F/A-18 Super Hornet.
Dispone de los nuevos motores de turbina con empuje vectorial, que son más grandes, potentes y pesados que los motores convencionales, por el nuevo diseño aerodinámico del avión le permite realizar todo tipo de maniobras aéreas, detenerse en el aire y girar sobre su propio eje, sin necesidad de los alerones delanteros tipo canard´s, como las del nuevo caza de "Alta maniobrabilidad" Su-30MK de la Fuerza Aérea India, utilizando el peso adicional de los motores vectoriales como una ventaja, para lograr inclinar el avión hacia atrás, moviendo la palanca de control hasta el límite, como los aviones convencionales de acrobacias aéreas y poder realizar la maniobra de combate de la Cobra de Pugachev y la Súper Cobra. 
El nuevo y mejorado MiG-35, es considerado un avión de combate "generación 4.5" o 4++ por su "alta maniobrabilidad" y la moderna aviónica de la cabina de mando, comparado al caza Rafale de Francia, y al Eurofighter Typhoon del Consorcio europeo de Inglaterra; las toberas del propulsor de los nuevos motores con la opción disponible de empuje vectorial, pueden inclinarse en cualquier dirección, arriba, abajo, a la derecha o la izquierda, en forma independiente; también es posible inclinar las dos toberas en cruz, lo que permite tener más empuje hacia adelante y más velocidad de elevación, algo muy necesario en un combate aéreo moderno, para lograr tener una mayor ventaja sobre el oponente y adquirir un régimen de vuelo, imposible de imitar por otros cazas con propulsores fijos.
Estos nuevos propulsores con empuje vectorial, desarrollados inicialmente en Rusia para equipar a los aviones caza de "Alta maniobrabilidad" Su-35, confieren al nuevo MiG-35 unas posibilidades de maniobra excepcionales, es decir, su absoluto control de vuelo en velocidades máximas y mínimas, a baja y elevada altitud, inclusive en el régimen de la denominada "velocidad cero", el avión puede detenerse en el aire, girar sobre su propio eje y realizar nuevas maniobras acrobáticas, y la maniobra de la Cobra, que en una situación de combate real, le permitirán al piloto tener una mayor ventaja sobre su oponente y girar para disparar sus armas hacia atrás, al avión de combate enemigo.
La Cobra de Pugachev es una maniobra de aviones caza, nombrada así por el piloto de pruebas de la agencia de diseño OKB Sukhoi llamado Viktor Pugachev, que la pudo realizar por primera vez en el verano del 1989, pilotando un avión de combate Sukhoi Su-27. 
La maniobra consiste en que el piloto desconecta el control del estabilizador limitador Alfa y luego tira de la palanca de control bruscamente, hasta alcanzar 90 y 120 grados de ángulo de inclinación de ataque, para luego continuar volando en forma horizontal, las tomas de aire de las toberas del motor, todavía tienen que manejar el ingreso de aire a los motores, algo que el diseño de los aviones de Sukhoi y el nuevo MiG-35 pueden lograr con éxito.

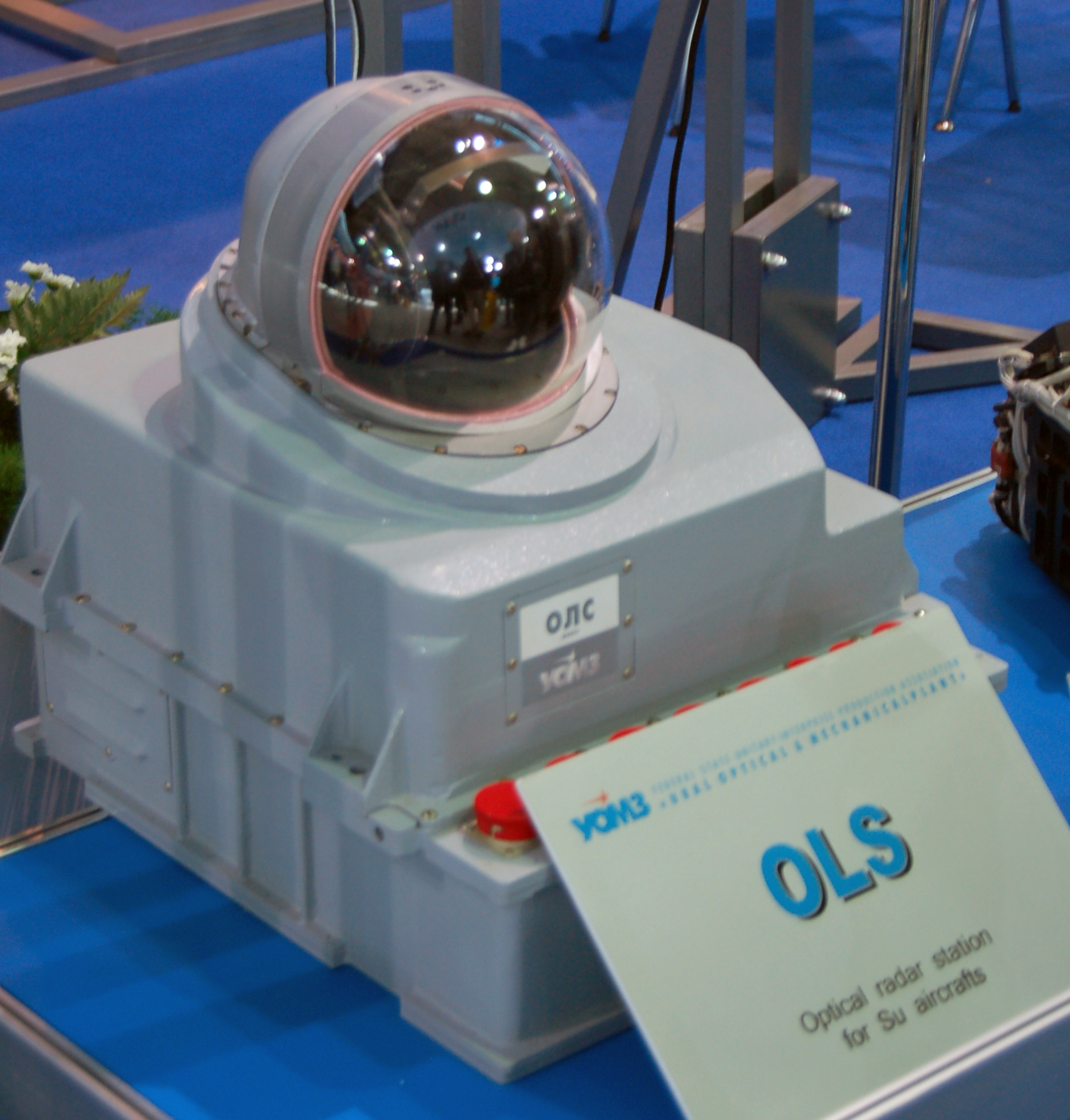
Pod de detección óptica, similar al utilizado por el MiG-35. en el MAKS-2009

Tiene un nuevo sistema de avistamiento para combate contra otros aviones caza (IRST), es un nuevo sistema de puntería integrado en el casco del piloto, que es un pequeño domo con una cúpula transparente sobre el cono del radar, es un sistema de búsqueda y seguimiento del objetivo enemigo por infrarrojos IRST, que va montado sobre el cono del Radar, frente al costado derecho del parabrisas de la cabina de mando, funciona en dos bandas de radiación infrarroja y se utiliza, junto con el radar de la nave, en una misión de combate "Aire-aire" contra otros aviones caza en combate cerrado dogfight. Funciona como un sistema de búsqueda y seguimiento por infrarrojos (IRST), proporcionando detección y seguimiento del objetivo pasivo. En una misión de combate "Aire-superficie", realiza identificación y localización de objetivos. También proporciona ayuda de navegación y de aterrizaje, está enlazado con el visor montado en el casco del piloto, con un sensor que gira en forma permanente, mide la distancia del avión enemigo, sin necesidad de alertar al avión enemigo con el radar de la nave y le informa al piloto, la posición de la nave enemiga. En marzo de 2017 se informó que se le dotaría de un novedoso sistema radioelectronico con sistemas digitalizados propios de los aviones de quinta generación además de armas guiados de sistema láser.

### Motores

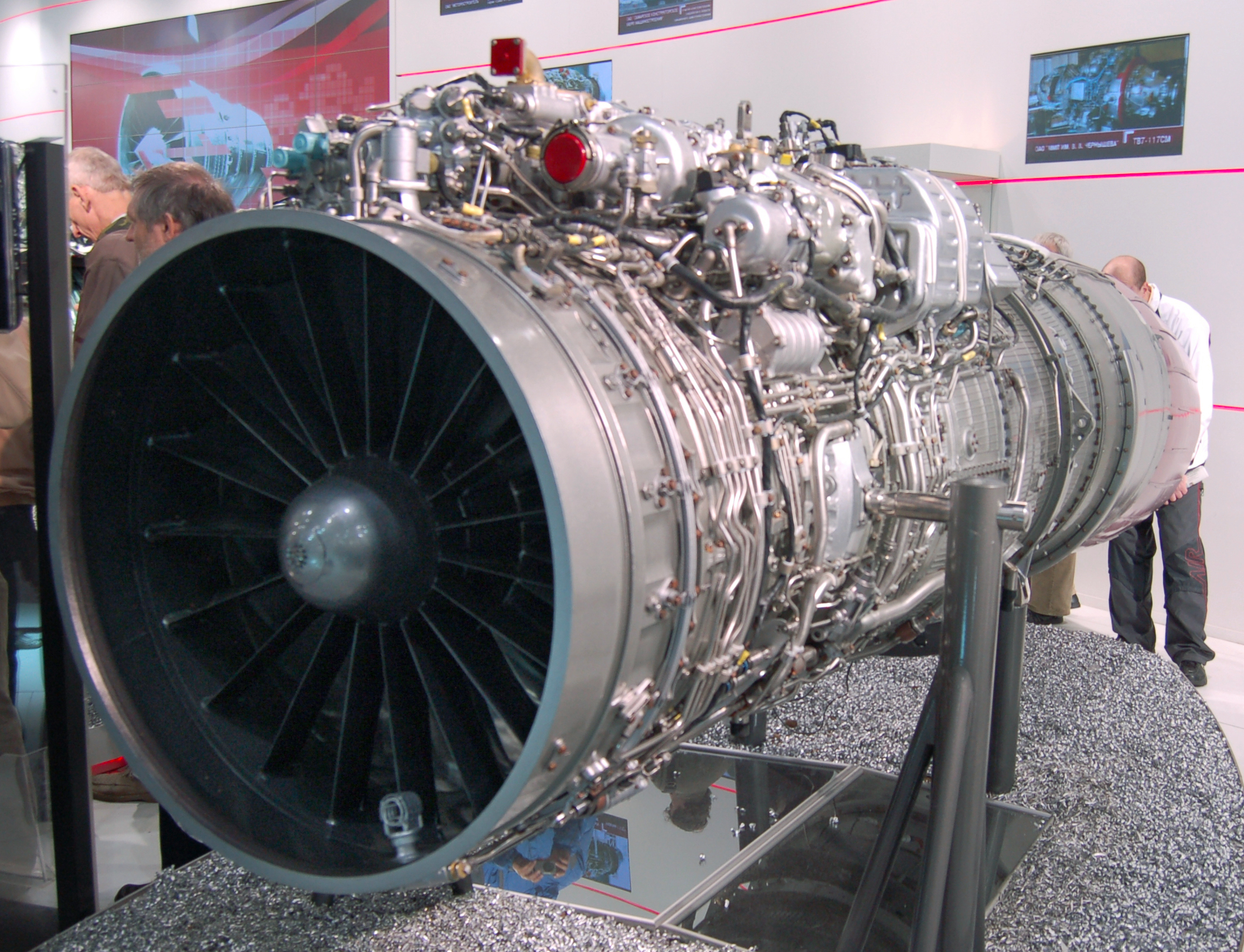
Klimov RD-33MK en el MAKS 2009

La nueva planta de motriz se compone de dos motores gemelos Klimov RD-33MK, con un incremento en la potencia, y toberas de escape de gases con empuje vectorial, equipado con un sistema de ahorro de combustible para vuelo de crucero a baja altitud y un nuevo sistema de control de gases (tipo FADEC). 
Las toberas de ingreso de flujo de aire a los motores tienen una abertura variable para aumentar su potencia. Los motores y la estructura central de montaje tienen un incremento en la seguridad y en la vida operativa de servicio en torno al doble que el modelo MiG-29 básico, superando ampliamente a otros aviones navales disponibles, incluso al caza naval "pesado" Su-33 con 10 años de servicio en la marina rusa y que está por culminar su vida operativa a bordo del portaaviones Almirante Kuznetsov.
Actualmente, realiza operaciones de pruebas en vuelo y aplicación de nueva tecnología para operaciones navales a baja altitud desde bases aéreas en tierra en el puerto de Severodvinsk y algunas prácticas aéreas de aproximación al portaaviones cuando navega frente a la costa del Mar del Norte, además de prácticas de toma y despegue sobre la pista de aterrizaje.

### Asistencia al pilotaje y combate
El Mikoyan MiG-35 está equipado con el asistente de voz "Rita"  un ordenador de a bordo de asistencia a la navegación y combate que incorporaba un asistente virtual que se comunicaba con los tripulantes mediante voz. Este asistente fue denominado por los pilotos "Rita" (en ruso: Рита) debido a que era una voz femenina metálica que tenía en las primeras versiones que equiparon el Mikoyan MiG-31. El actual asistente de voz, según el piloto de pruebas MiG Dmitry Selivanov "La chica habla con una voz agradable y tranquila, incluso si ocurre un incendio en el motor". Como curiosidad, en los aviones manejados por  pilotos árabes, "Rita" habla con voz de hombre ya que un musulmán no puede seguir las indicaciones de una mujer.

El asistente de voz "Rita" informa a los tripulantes de la aeronave sobre diversos aspectos de misión complejos así como de otros rutinarios y de cortesía. la finalidad del asistente de voz era la de reducir la carga de trabajo sobre el piloto y el operador de sistemas así como la de tener informados a los responsables en tierra de la misión de diferentes aspectos e incidencias que se iban produciendo en la misma en tiempo real, como la salud de los tripulantes (pulso, presión arterial, temperatura...). A la tripulación le asistía tanto en la navegación como en las tareas de ataque, comunicando los resultados de los diferentes cálculos realizados por el ordenador de a bordo mediante los datos de los diferentes sistemas de radar con el que va equipado el aparato. El sistema puede tomar el control de la nave y hacerla regresar a la base si fuera necesario. Realizaba cálculos y preparaba las armas de ataque hasta el punto de dejarlas listas para recibir la orden manual de disparo.

## Componentes

### Electrónica
| Sistema                     | País | Fabricante | Notas                                               |
| --------------------------- | ---- | ---------- | --------------------------------------------------- |
| Sistema de control de vuelo |      |            | Cuádruple FBW digital. Bucle completamente cerrado. |

## Historia operacional

### Rusia
Inicialmente, Rusia tenía la intención de realizar un pedido de 37 MiG-35 en 2013, sin embargo, el número se redujo a 24 cuando se llegó a un acuerdo entre el Ministerio de Defensa de Rusia y la Corporación MiG en el Salón Internacional de Aviación y Espacio MAKS 2017 celebrado en julio de 2017. Rusia firmó el primer contrato para 6 MiG-35 en agosto de 2018, con 2 MiG-35UB de dos plazas entregados durante 2018 y los cuatro MiG-35S de asiento individual restantes durante 2019, con introducción en servicio el mismo año. Se planean 14 pedidos más en 2020.

## Variantes
MiG-35
- Variante de asiento único

MiG-35D
- Variante de dos asientos

Versión naval
- Según el director general de Mikoyan, Ilya Tarasenko, se está desarrollando una versión del MiG-35 basada en portaaviones[cita requerida]. El Consorcio de Tecnologías Radioelectrónicas (KRET) ya ha adaptado un nuevo sistema de aterrizaje a la plataforma BINS-SP-2 para el MiG-35.

## Usuarios
- Rusia

-  Fuerza aérea - 30 Unidades, en pruebas.

## Posibles exportaciones
Para su exportación a otros países, el caza tendrá la designación MiG-35. Rusia promueve esta aeronave de generación 4.5 o generación  4++ y se encuentra actualmente en oferta a varios países del mundo, como Venezuela, Bielorrusia, Kazajistán, India, Indonesia, Irán, Serbia, Siria, Libia, Argelia, Sudán y Malasia , países que necesitan repotenciar su fuerza aérea y actualizar su inventario de armamento en el nuevo siglo. La Fuerza Aérea Real de Malasia evalúa este tipo de avión para añadir a sus existentes MiG-29B-12 "Fulcrum" y para acompañar a los nuevos aviones caza pesados Su-30 MKM.

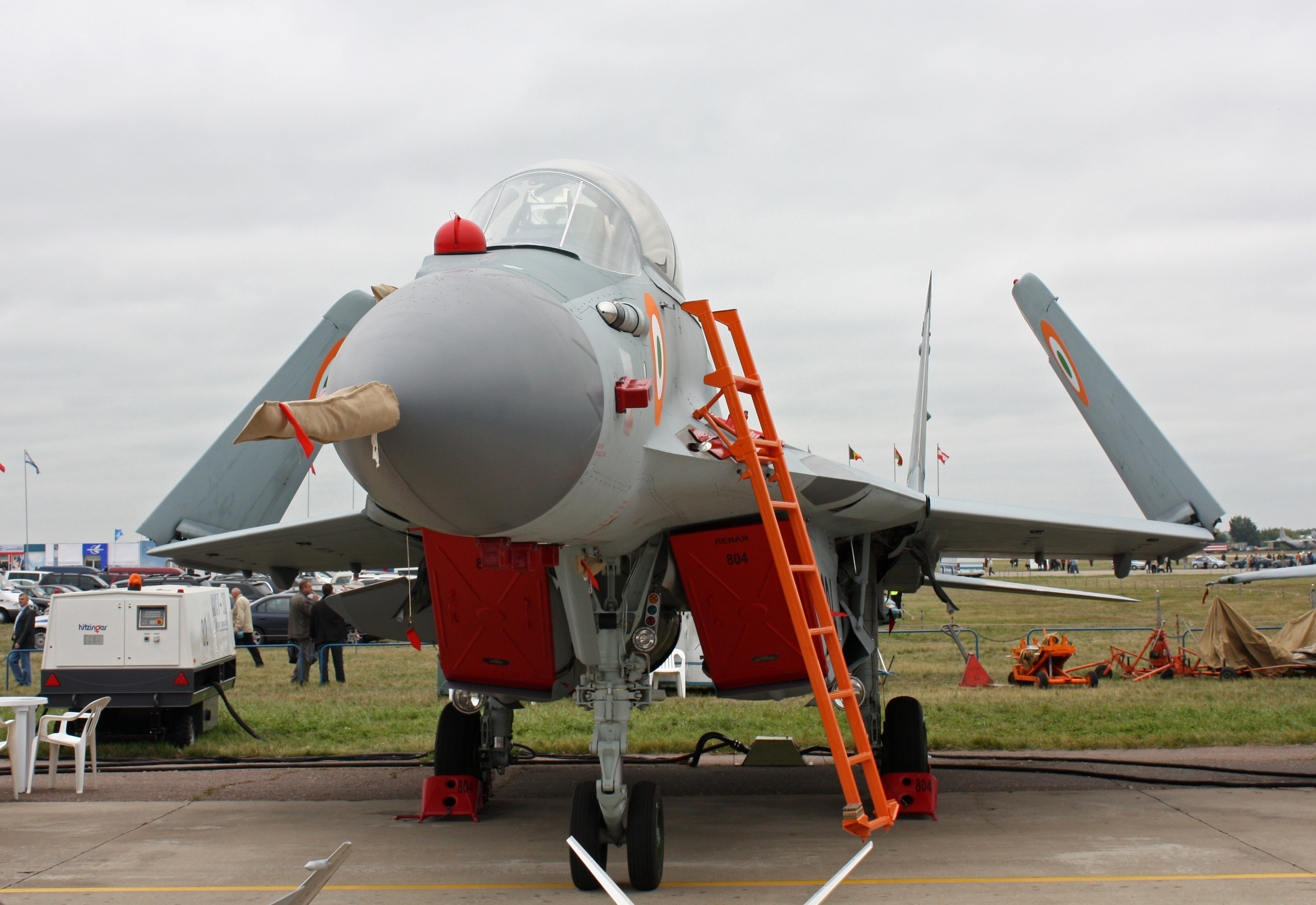
MiG-29K de la Armada India en el MAKS Airshow

Rusia necesita modernizar su ala de combate para poder reemplazar a los viejos MiG-29 y los Su-27, fabricados en la desaparecida Unión Soviética y que ya no están totalmente operativos en sus bases aéreas dado que tienen un alto coste de mantenimiento habiendo ya cumplido su vida operativa. Además, necesitan nuevos entrenadores avanzados para adiestrar a una nueva generación de jóvenes pilotos de combate, que necesitan volar nuevos aviones de combate de generación 4.5 y quinta generación.
Rusia exhibió su caza táctico multifuncional MiG-35 en la Feria de Bangalore, India, que se celebró el 15 de febrero, para buscar nuevos socios y financiar su construcción conjunta. El MiG-35 participa en un importante concurso convocado por el Gobierno de la India para adjudicar un contrato que suministraría más de 120 cazas de peso medio de generación 5, incluyéndose su versión naval Mikoyan MiG-29K. 
En el concurso también participan las empresas Boeing con el F/A-18 Super Hornet, Lockheed Martin con el F-16, Dassault Aviation-Rafale, EADS con el Eurofighter Typhoon, y el consorcio sueco SAAB con el caza Gripen. El avión ruso incluso realizó un vuelo de exhibición en Bangalore y fue llevado a bordo de un avión de carga Il-76.
Fue presentado en la Feria Aérea Aero India en el mes de febrero del 2011 como un avión caza de peso medio para su venta a India y otros países, junto al caza naval Mikoyan MiG-29K que podrá transportar armamento nacional fabricado en India. Fue presentado también en la Feria Aérea Internacional de la Aviación y el Espacio MAKS International & Space Aviation 2011, del 16 al 21 de agosto, en el campo aéreo de la ciudad de Zhukovsky, cerca de la ciudad de Moscú, como un avión caza polivalente de diseño Multipropósito. El 26 de enero de 2017 realizó su primer vuelo, donde ratificó su gran versatilidad.
El Ministerio de Defensa de Rusia podría firmar en las próximas fechas un contrato de adquisición de 24 cazas multifuncionales MiG-35, de generación 4.5.

## Especificaciones

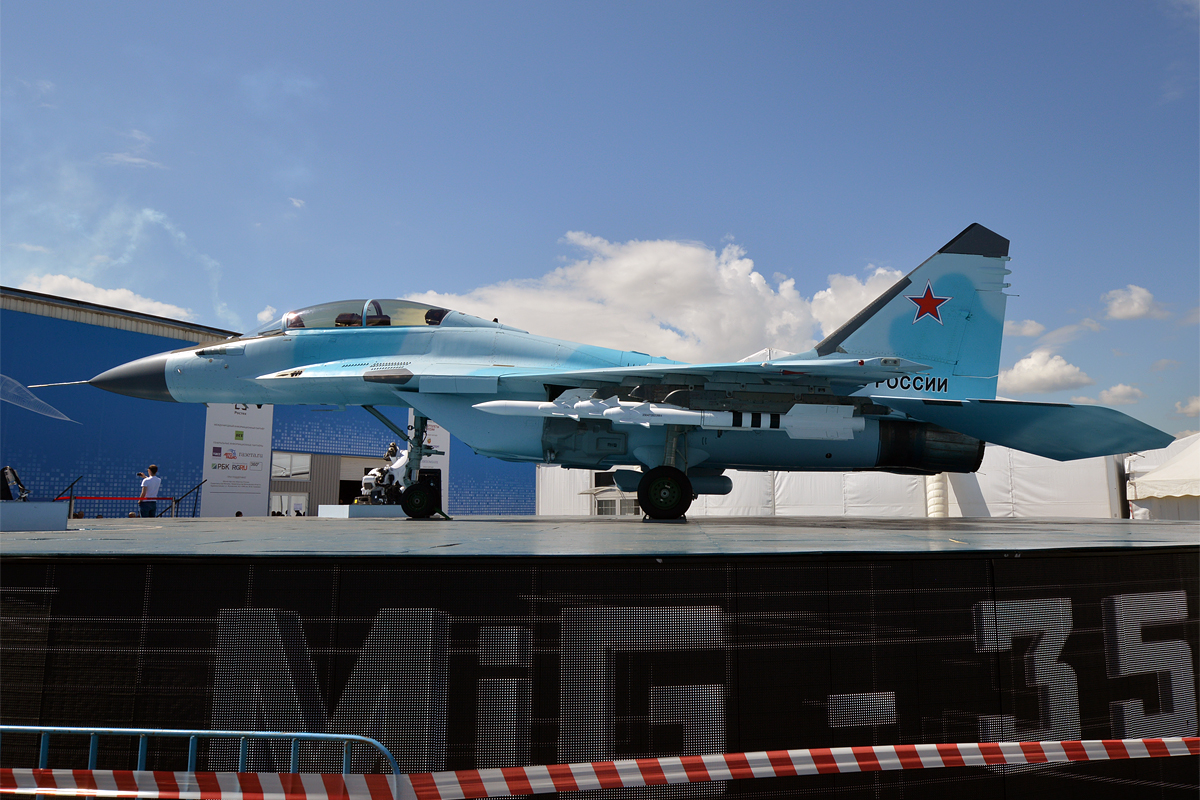
Un MiG-35 del modelo pre-series en el Salón Internacional de Aviación y Espacio MAKS del 2017

El MiG-35 se encuentra actualmente en desarrollo por lo que estos datos son preliminares y pueden sufrir cambios.
Referencia datos: Mikoyan MiG-29M2 data, Aero India, airforce-technology, deagel.com, and Rian.ru.

### Características generales
- Tripulación: 1 piloto o 1 tripulación (piloto y navegante).
- Longitud: 17,3 m (56,8 ft)
- Envergadura: 12 m (39,4 ft)
- Altura: 4,7 m (15,4 ft)
- Superficie alar: 38 m² (409 ft²)
- Peso vacío: 11 000 kg (24 244 lb)
- Peso cargado: 19 000 kg (41 876 lb)
- Peso útil: 18 700 kg (41 214,8 lb)
- Peso máximo al despegue: 24 500 kg (53 998 lb)
- Planta motriz: 2× Turboventiladores con postquemador Klimov RD-33MK.
  - Empuje normal: 53 kN (5400 kgf; 11 905 lbf) de empuje cada uno.
  - Empuje con postquemador: 88,3 kN (9000 kgf; 19 841 lbf) de empuje cada uno.

### Rendimiento
- Velocidad máxima operativa (Vno): 

  - A gran altitud: 2 700 km/h (1 490 MPH)
  - A baja altitud: 1 450 km/h (901 MPH; 783 kt)
- Alcance: 2400 km (1296 nmi; 1491 mi)
- Radio de acción: 1000 km
- Alcance en ferry: 3500 km con 3 tanques de combustible externos.
- Techo de vuelo: 19 000 m (62 336 ft)
- Régimen de ascenso: 330 m/s (64 960 ft/min)
- Empuje/peso: 1,14 kgf/kg
- Límite de fuerzas soportadas: +10 G

### Armamento
- Cañones: 1× GSh-30-1 de 30 mm (1,181 in), con 150 municiones.
- Puntos de anclaje: 9 en total (8 pilones subalares y 1 pilón central) para 7500Kg para cargar una combinación de:  
  - Bombas: 

    - Bombas convencionales:
      - FAB-250 (250 kg)
      - FAB-500 (500 kg)
      - ZAB-500, bomba termobárica.

    - Bombas guiadas:
      - KAB-500L (500 kg), guiada por láser.
      - KAB-500KR (500 kg), guiada por TV.

  - Cohetes: 

    - Cohetes convencionales: 
      - S-8
      - S-13
      - S-24
      - S-250

    - Cohetes guiados por láser S-25L

  - Misiles: 

    - Misiles aire-aire:
      - Corto alcance:
        - 4× R-60M, R-60MK. (AA-8 Aphid)
        - 8× R-73E, R-73M o R-74M. (AA-11 Archer)

      - Medio alcance:
        - 4× R-27R, R-27T, R-27ER o R-27ET. (AA-10 Alamo)
        - 8× R-77 (AA-12 Adder)

    - Misiles aire-superficie:
      - 4× Kh-29T o Kh-29L
      - Kh-38ME

    - Misiles anti-radiación:
      - 4 × Kh-31PD

    - Misiles anti-buques:
      - 4 × Kh-31AD
      - 4 x Kh-35

### Aviónica
- Radar AESA Phazotron Zhuk-AME[nota 1] (u otros modelos de la serie Zhuk)
- Sistema localizador óptico (OLS) NII PP

- OLS-UEM, sistema de focalización electroóptica
- OLS-K, sistema de focalización electroóptica
- MIL-STD-1553, Bus de datos

### Desarrollos relacionados
- Mikoyan MiG-29
- Mikoyan MiG-29M
- Mikoyan MiG-29K

### Aeronaves similares
- Lockheed Martin F-16 Fighting Falcon
- Boeing F/A-18E/F Super Hornet
- Boeing F-15E Strike Eagle
- Boeing F-15SE Silent Eagle
- Dassault Rafale
- Eurofighter Typhoon
- Saab Gripen NG
- Sukhoi Su-30
- Sukhoi Su-35

### Secuencias de designación
- MiG-1 · MiG-3 · MiG-9 · MiG-15 · MiG-17 · MiG-19 · MiG-21 · MiG-23 · MiG-25 · MiG-27 · MiG-29 · MiG-31 · MiG-33 ·  MiG-35